# Cariotipo

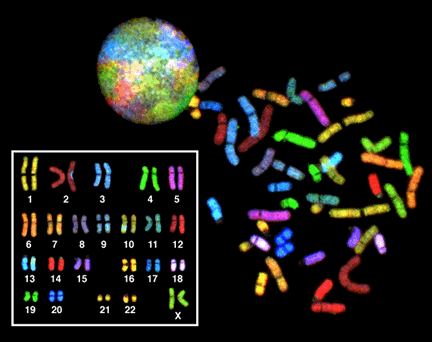
Cariotipo femminile umano

Con cariotipo si indica, in citogenetica, la costituzione del patrimonio cromosomico di una specie dal punto di vista numerico e morfologico.
Con il microscopio ottico si valutano la lunghezza, la posizione dei centromeri, il pattern di bandeggio, eventuali differenze tra i cromosomi sessuali, ed eventuali altre caratteristiche fisiche. L'analisi del cariotipo permette di costruire una rappresentazione grafica ordinata del corredo cromosomico di un individuo, detta  cariogramma.

## Studio del cariotipo
Lo studio del cariotipo è reso possibile mediante colorazione. Solitamente il colorante più adatto che si utilizza è il Giemsa, una preparazione che include vari coloranti: blu di metilene, eosina Y e Azure-A,B,C. Giemsa viene applicato dopo che le cellule sono state arrestate da una soluzione di colchicina, generalmente in metafase o prometafase mitotica, quando i cromosomi sono più condensati. Affinché il colorante aderisca correttamente, tutte le proteine cromosomiche devono essere digerite e rimosse. Per gli esseri umani vengono utilizzati più di frequente i globuli bianchi, perché sono facilmente indotti a dividersi e a crescere in coltura.  A volte le osservazioni possono essere fatte sulle cellule non di divisione (interfase), infatti il sesso di un feto può essere determinato attraverso l'osservazione di cellule in interfase.
I vari passi dello studio del cariotipo umano sono:
1. Prelievo di sangue
2. Centrifugazione per ottenere i globuli bianchi
3. Stimolazione alla mitosi dei globuli bianchi mediante PHA (fitoemoagglutinina)
4. Essi vengono bloccati in metafase mitotica con la colchicina (una sostanza estratta dal Colchicum autumnale)
5. Le cellule vengono fatte gonfiare immergendole in una soluzione ipotonica per lisi osmotica
6. La piastra metafasica viene isolata
7. I cromosomi vengono colorati col metodo del "banding", mediante il quale assumono una colorazione appunto per bande, o fasce colorate, tipiche.
8. La piastra metafasica viene fotografata

I vari cromosomi vengono poi ritagliati e ordinati mediante programmi informatici (i cromosomi omologhi vengono appaiati: i cromosomi appartenenti alla stessa coppia hanno gli stessi bandeggi e il loro centromero è nella stessa posizione).
I cromosomi hanno una zona più ristretta dove c'è un granulo detto centromero e 2 braccia uguali o diverse. In base al posizionamento del centromero nel cromosoma si possono dividere in:
1. Cromosomi acrocentrici o telocentrici
2. Cromosomi submetacentrici
3. Cromosomi metacentrici.

Nell'uomo e nella maggior parte degli animali il corredo cromosomico è diploide nelle cellule somatiche (cioè "del corpo"), ed è aploide nelle cellule germinali (cioè dei gameti: spermatozoi ed ovocellule).

## Osservazioni
Solitamente si osservano e confrontano sei diverse caratteristiche del cariotipo.
1. Le differenze assolute nelle dimensioni dei cromosomi. I cromosomi possono variare in dimensione assoluta di ben venti volte tra generi della stessa famiglia. Ad esempio, le leguminose Lotus tenuis e Vicia faba hanno sei coppie di cromosomi ciascuna, eppure i cromosomi della V. faba sono molte volte più grandi. Queste differenze probabilmente derivano da quantità diverse di eventi di duplicazione del DNA.
2. Le differenze nella posizione di centromeri, che probabilmente avvengono attraverso traslocazioni.
3. Le differenze relative nelle dimensioni dei cromosomi, che sono sorte probabilmente tramite scambi di segmenti di lunghezze diverse.
4. Le differenze del numero di base di cromosomi. Queste differenze potrebbero essere il risultato di successive traslocazioni diseguali che hanno rimosso tutto il materiale genetico fondamentale da un cromosoma, permettendo la sua perdita senza penalità per l'organismo (ipotesi della lussazione), o attraverso la fusione. Gli esseri umani hanno una coppia di cromosomi in meno rispetto alle grandi scimmie. Inoltre il cromosoma umano 2 sembra risultare dalla fusione di due cromosomi ancestrali e molti dei geni di questi due cromosomi originali sono stati traslocati ad altri cromosomi.
5. Le differenze nel numero e la posizione dei satelliti. I satelliti sono piccoli corpi collegati a un cromosoma da un filo sottile e sono elementi morfologici caratteristici costituiti da DNA satellite.
6. Le differenze nel grado e nella distribuzione delle regioni di eterocromatina. L'eterocromatina è condensata in modo più stretto rispetto all'eucromatina ed appare più scura. Infatti l'eucromatina ha meno affinità per il colorante Giemsa per cui appare sotto forma di bande più leggere.[4] L'eterocromatina è caratterizzata principalmente da sequenze di DNA ripetute e geneticamente inattive, contiene una quantità maggiore di coppie adenina-timina, mentre le regioni di eucromatina contengono grandi quantità di coppie guanina-citosina. La tecnica di colorazione con Giemsa si chiama "G banding" e produce le tipiche "G-Band".[4]

Un resoconto completo di un cariotipo può quindi includere il numero, il tipo, la forma e le bande dei cromosomi, così come altre informazioni citogenetiche.
Le variazioni si trovano spesso:
- tra i sessi
- tra la linea germinale e somatica (tra i gameti ed il resto del corpo),
- tra i membri di una popolazione (polimorfismo cromosomico),
- nella localizzazione geografica
- in mosaici o individui altrimenti anormali.[5]

## Cariotipo umano

Rappresentazione grafica del cariotipo umano femminile e maschile normale con relativo bandeggio

Utilizzando tecniche di coltura in vitro, fu stabilito nel 1956 da Joe Hin Tjio e Albert Levan che il numero cromosomico dell'uomo è di 46, cioè 23 coppie, di cui 22 coppie sono dette autosomi e la ventitreesima coppia è quella dei cosiddetti eterosomi o cromosomi sessuali. Nei precedenti trenta anni, in seguito alle indagini di Theophilus Painter del 1923, era prevalente l'ipotesi che il numero cromosomico umano fosse 48.
La prima definizione del cariotipo fu formulata alla Conferenza di Denver nel 1960, ed è basata su criteri di lunghezza del cromosoma e posizione del centromero. Le coppie quindi sono numerate in ordine decrescente di grandezza e gli eterosomi sono indicati come X e Y.

In seguito, nella Conferenza di Chicago del 1966 è stata messa a punto una nomenclatura più dettagliata, nella quale i cromosomi sono raggruppati in sette gruppi, nominati con le lettere maiuscole da A a G.
L'analisi del cariotipo può essere richiesta per diversi motivi:
- donna con aborti spontanei ripetuti.
- diagnosi di sterilità per anomalie di numero e strutturali dei cromosomi.
- diagnosi di sindromi ereditarie con ritardo mentale.
- mosaicismo o mosaico, cioè presenza nello stesso individuo di 2 o più linee cellulari originate dallo stesso zigote, con distinzione tra mosaicismo gonadico o mosaicismo della linea germinale se l'individuo presenta nella linea germinale o nel tessuto gonadico 2 popolazioni cellulari geneticamente diverse (46XX e 46XY), mosaicismo somatico se l'individuo presenta 2 o più linee cellulari diverse in due o più tessuti che differiscono geneticamente, e mosaicismo confinato alla placenta in caso di anomalia cromosomica presente sul trofoblasto e assente nel feto, utile per la diagnosi prenatale.
- diagnosi di malattie cromosomiche, quali ad esempio la sindrome di Down, dovute ad anomalie cromosomiche fetali mediante lo studio degli amniociti presenti nel liquido amniotico prelevato con amniocentesi, o i villi coriali prelevati con villocentesi dalla placenta.

Il numero dei cromosomi presenti nel nucleo delle cellule eucariotiche prende il nome di ploidia, con distinzione tra:
- diploidia: la maggior parte delle cellule somatiche sono diploidi perché presentano 2 coppie di ogni cromosoma o coppie omologhe con numero di cromosomi pari a 46 o 2N derivanti dalle divisioni cellulari.
- euploidia: cellule con numero di cromosomi pari a 46 o un multiplo di 46.
- nulliploidia: le cellule differenziate prive di nucleo sono nulliploidi, come i globuli rossi, piastrine e corneociti epidermici.
- poliploidia: cellule con corredo cromosomico pari a 3N (triploidi), 4N (tetraploidi), ecc., in seguito a fenomeni di duplicazione del DNA non seguiti da divisione cellulare (citodieresi), ad es. la ploidia degli epatociti varia da 2N a 8N, quella dei cardiomiociti da 4N a 8N, quella dei megacariociti giganti del midollo osseo da 16N a 64N da cui originano le piastrine nulliploidi. La poliploidia può derivare anche da fenomeni di fusioni cellulari come i sincizi tra le cellule muscolari.
- aneuploidia: indica un individuo con un cromosoma in più (47) o in meno (45) che non sempre è indice di anomalia.
- ipodiploide: indica una cellula con un numero di cromosomi inferiori a quello della cellula diploide (nel caso di un essere umano, 45 o meno).
- aploidia: le cellule sessuali, cioè gli spermatozoi (gameti M) e ovociti (gameti F) sono dette aploidi perché presentano un corredo cromosomico dimezzato N = 23 cromosomi grazie al processo della meiosi.

Per cui nell'uomo ogni gamete presenta 23 cromosomi, cioè 22 autosomi + 1 cromosoma sessuale o eterosoma: nell'ovocita il cromosoma sessuale è sempre X, mentre negli spermatozoi può essere X o Y. Dopo la fecondazione della cellula uovo da parte dello spermatozoo si forma lo zigote, cioè una cellula diploide (2N) formata da 46 cromosomi, cioè 22 coppie di autosomi + 2 cromosomi sessuali, per cui si ha un corredo cromosomico o cariotipo costituito da 46,XX nella femmina e 46,XY nel maschio. In pratica 22 autosomi e 1 cromosoma X sono ereditati al momento del concepimento con la cellula uovo, mentre gli altri 23 cromosomi sono trasmessi dallo spermatozoo che può portare un cromosoma sessuale X o Y. La probabilità di fecondazione è analoga per gli spermatozoi che portano il cromosoma X o Y, per cui il numero dei concepiti con sesso cromosomico maschile o femminile è sovrapponibile.

### Bandeggio G

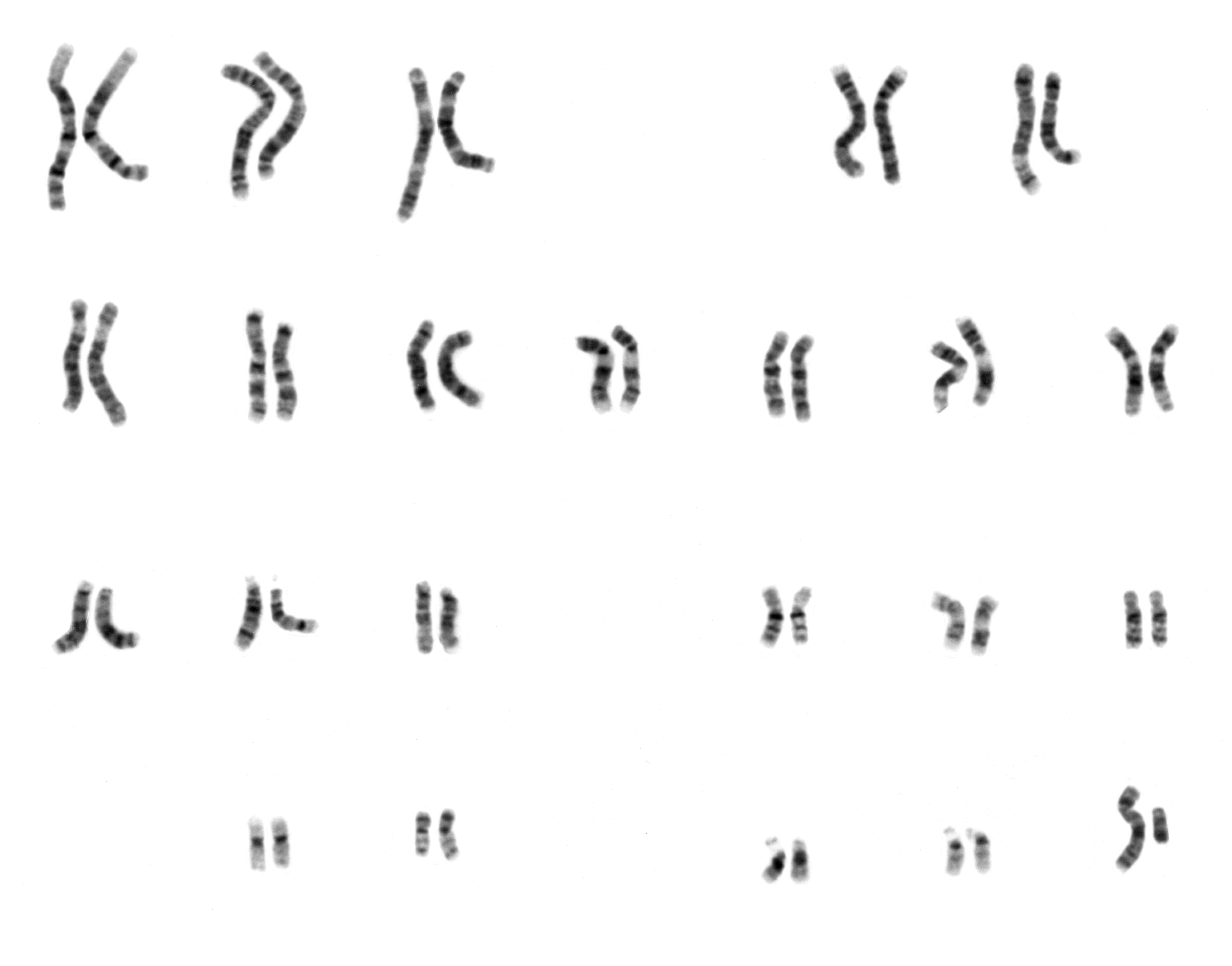
Cariogramma di un maschio umano ottenuto mediante colorazione di Giemsa.

In genere, il bandeggio cromosomico avviene con la colorazione di Giemsa, per cui si parla anche di bandeggio G, in cui il vetrino viene prima trattato con una soluzione salina o enzimatica, poi viene colorato con soluzione di Giemsa, determinando lungo l'asse principale dei cromosomi una sequenza di regioni a diversa intensità di colorazione, dette bande cromosomiche, caratteristiche di ogni cromosoma consentendo la loro classificazione secondo uno schema standardizzato in modo da definire il cariotipo di un individuo (ideogramma o cariotipo normale). In genere, si usano 3-5 cellule per l'analisi dei cromosomi al microscopio ottico e su fotografie: le bande riflettono il diverso grado di condensazione della cromatina.
Per cui il bandeggio cromosomico avviene in due fasi:
- denaturazione e/o digestione enzimatica dei cromosomi.
- colorazione con coloranti specifici per il DNA che consente di individuare il braccio p e q dei cromosomi, le regioni e subregioni, cioè le bande e sottobande che riflettono il diverso grado di condensazione dei cromosomi mitotici, con alternanza tra una serie di bande chiare e scure formate da 1-10 Mb (Megabasi) distinte in bande G, Q, R, T e C, usando coloranti specifici per le regioni ricche in AT (adenina e timina) e GC (guanina e citosina).

Nel bandeggio G i cromosomi sono sottoposti a digestione enzimatica con tripsina che elimina le proteine cromosomiche e, quindi, colorati con Giemsa che ha affinità per le regioni ricche in basi AT. Queste sono facili da denaturare e digerire enzimaticamente perché le coppie AT sono unite solo da 2 legami idrogeno. Le bande più scure sono costituite da cromatina molto condensata o eterocromatina; vi sono presenti pochi geni che si replicano nella fase S tardiva del ciclo cellulare, cioè successivamente alle zone eucromatiniche, e inoltre poco attive dal punto di vista trascrizionale. Dunque, dopo colorazione Giemsa, si osserva al microscopio un'alternanza tra le bande G-positive, scure, e le bande G-negative, chiare.

### Bandeggio Q
Nel bandeggio Q i cromosomi sono sottoposti a digestione enzimatica e colorati con un colorante fluorescente, cioè la Quinacrina che ha affinità per le regioni ricche in basi AT ma mette in evidenza bande fluorescenti dette bande Q, corrispondenti a quelle G, e spesso consente di valutare la presenza di polimorfismo cioè una variazione di grandezza del braccio lungo del cromosoma Y, che si trasmette da padre a figlio, anche se non rappresenta una condizione patologica.

### Bandeggio R
Nel bandeggio R i cromosomi sono denaturati ad alte temperature (60 °C) in una soluzione salina tamponata e colorati con Giemsa mettendo in evidenza regioni ricche in basi AT che sono complementari, opposte a quelle delle bande G e Q, infatti, la lettera "R" sta per "reverse", osservando al microscopio le bande R, chiare, dette G-negative, opposte alle bande scure G.

Invece, per mettere in evidenza le regioni cromosomiche ricche in basi GC si usa un colorante specifico, cioè la cromomiocina, mettendo in evidenza le bande R opposte alle bande Q, dette Q-negative. Le regioni ricche in GC sono più difficili da denaturare poiché le coppie di basi sono unite da 3 legami H, sono costituite da cromatina meno condensata o eucromatina, ricca di geni che si replicano nella fase S precoce del ciclo cellulare, cioè prima della fase S, molto attivi dal punto di vista trascrizionale, detti geni housekeeping importanti per tutte le funzioni e la vita della cellula.

Le bande T corrispondono alle regioni telomeriche localizzate alle estremità dei cromosomi, corrispondono a gruppi di bande R che si colorano più intensamente, trattando i cromosomi ad alte temperature e colorando con Giemsa o fluorocromi.

### Bandeggio C
Le bande C si ottengono denaturando i cromosomi in soluzione satura di idrossido di bario e colorando con Giemsa, in modo da colorare selettivamente l'eterocromatina che si presenta monocromatica in tutti i cromosomi e in qualsiasi fase del ciclo cellulare, localizzata nelle regioni attorno al centromero o pericentromeriche e sul braccio lungo del cromosoma Y, ad alto grado di condensazione, costituite da sequenze di DNA altamente ripetute, ricche in basi AT, costituita da pochissimi geni codificanti che si replicano in fase S tardiva, mentre l'attività trascrizionale è assente. Le bande C corrispondono a eteromorfismi cromosomici.

## Bande cromosomiche
Il numero delle bande cromosomiche dipende dal grado di condensazione dei cromosomi e quindi dalla fase del ciclo cellulare, infatti, durante la metafase si osservano ~ 320 bande formate da 6.000-8.000 kb (chilobasi o migliaia di basi), mentre in profase e prometafase (inizio della metafase) il numero delle bande può triplicarsi sui cromosomi meno condensati, ottenendo dei preparati cromosomici ad alta risoluzione utili per evidenziare anomalie di struttura molto fini, non riconoscibili con le tecniche tradizionali, osservando bande piuttosto corte, pari a 800-1.000 kb, ottenute bloccando la divisione cellulare con metotrexate o timidina, introducendo successivamente nella coltura acido folico o deossicitidina che sbloccano le cellule in sincronia, procedendo nella mitosi.
Giunti in prometafase si aggiunge la colchicina ad intervalli di tempo specifici, perché i cromosomi non sono completamente contratti e sono in grado di fornire un bandeggiamento più fine.
In condizioni patologiche bisogna specificare la presenza di un difetto di numero dei cromosomi e la presenza di anomalie strutturali a carico delle braccia, regioni o bande.
Ad es. in una donna con sindrome di Down o Trisomia 21 si scrive 47,XX,+21 che indica la presenza di un cromosoma 21 in soprannumero, mentre la sigla 46,XY,del(1)(p32.2) indica una delezione o perdita (del) di una parte del braccio corto (p) del cromosoma 1 a livello della regione 3, nella banda 2, nella sottobanda 2, in un maschio (XY) a 46 cromosomi.